# THE QUEEN OF HEART
『THE QUEEN OF HEART』（ザ・クイーン・オブ・ハート）は、1998年から2000年にかけて同人サークル「渡辺製作所」が制作していた、Windows向けの対戦型格闘ゲームのシリーズ。略称は、『QOH』。
同人ゲーム界における本格的な対戦型格闘ゲームの先駆作品であり、その完成度の高さから高い人気を誇る。

## 歴史
渡辺製作所はサークル設立当初、Windows用スクリーンセーバーなどを製作し、Windowsでの開発経験を積み重ねていた。サークル代表の「なりた」が、同時期に別のサークルからリリースされたWindows用アクションゲームやX68000からWindowsに移植された同人製作の格闘ゲーム『ときめき大戦』 (Soft House TMK) や『Moon Lights 2』（森本宇宙一）を見てWindows用ゲームの製作を決断し、当初はオリジナル作品として製作に取りかかったが、キャラクタグラフィックの製作に時間がかかり、スケジュールに行き詰まりを感じていた。その時に相談した知人からLeafのビジュアルノベル『To Heart』を勧められ、これにはまって二次創作の製作を決意する。その結果、本作はなりたやサークルメンバーが当時に熱中していたファミリーソフトの2D対戦型格闘ゲーム『あすか120%』をベースに製作された。
1998年8月16日開催のコミックマーケット（以降、「コミケ」）54で『THE QUEEN OF HEART '98』（以降、『QOH98』）体験版が頒布された。
元ネタとなった『To Heart』のヒロイン同士が戦う2D対戦型格闘ゲームという内容と、ゲームパッド無しでもキーボードで十分遊べるように設定された軽快な操作性から注目を集め、同年12月30日開催のコミケ55で頒布された『QOH98』は高い人気を得た。
この人気を受け、1999年12月24日開催のコミケ57では、『QOH98』の操作性はそのままに『To Heart』以外のLeaf作品のヒロインや、従来のヒロインと似て異なる性能を持つ裏キャラクターを参戦させた続編『THE QUEEN OF HEART '99 DREAM MATCH NEVER ENDS』（以降、『QOH99』）が頒布された。
プラットホームはWindows 95/98で、結果的には『QOH98』以上に高度な環境を整える必要が生じたものの、『To Heart』のオープニングテーマの1つ「Feeling Heart」を元にした曲をBGMに各ヒロインが登場するオープニングアニメーションが搭載されたうえ、プレイヤー4人によるヒロインの個別操作や自分以外のヒロインをCPUに任せる操作が可能な4人対戦のほか、インターネットを介するネットワーク対戦といった機能が搭載されたこともあり、『QOH98』を超える人気作となった。
2000年4月23日には、『QOH99』の修正差分版『THE QUEEN OF HEART '99 Second Edition』（以降、『QOH99 SE』）が頒布された。プラットホームに変更は無いが、さらなるヒロイン2人の参戦やゲームバランスの調整のほか、『QOH99』の頒布後に発見されたバグの修正が施されている。
2001年5月24日には、『QOH99』の最終調整版『THE QUEEN OF HEART '99 with Second Edition』（以降、『QOH99 wSE』）が頒布された。プラットホームがWindows 98/Meへ変更となり、『QOH99』に『QOH99 SE』の内容を追加したうえ、『QOH99 SE』の頒布後に渡辺製作所公式サイトからのダウンロードでのみ入手できた新ヒロイン3人のデータをすべて収録するなど、さらなる調整や追加が施された完全版であり、これ1枚でプレイが可能となっている。
なお、『QOH98』や『QOH99』は修正差分の配布を、コミケや同人ショップでの頒布と並行して渡辺製作所公式サイト上でも行っていた。このため、『QOH99』に関してはソフト本体を所持するユーザーがインターネット接続環境を整えていれば、後から『QOH99 SE』や『QOH99 wSE』を入手する必要は無かった。しかし頒布CDのみ、同人誌即売会『こみっくパーティー』にて頒布された『開催記念本』のPDFデータと、『QOH』シリーズのサントラ「WhiteRabbit」のMP3データが収録されている。
タイトルはSNKの『ザ・キング・オブ・ファイターズ』シリーズ、「相殺システム」などのゲームシステムはファミリーソフトの『あすか120%』シリーズ、空中コンボはカプコンの『VS.シリーズ』をそれぞれ下敷きとしていることがうかがえるが、各ヒロインの必殺技や演出にはそれらとは別の作品を下敷きとしているものが存在する。

## 登場人物
基本的な設定については、参戦元の各作品のリンク先を参照。

### 『QOH98』以降に登場
『To Heart』から参戦
神岸あかり
来栖川芹香
保科智子
長岡志保
松原葵
HMX-12 マルチ
姫川琴音
宮内レミィ
雛山理緒
来栖川綾香
HMX-13 セリオ
隠しキャラクター。
『WHITE ALBUM』から参戦
森川由綺
隠しキャラクター。

### 『QOH99』以降に登場
『雫』から参戦
新城沙織
藍原瑞穂
月島瑠璃子
太田香奈子
『痕』から参戦
柏木楓
柏木初音
柏木梓
柏木千鶴
鬼千鶴
柏木千鶴の裏キャラクター。
『WHITE ALBUM』から参戦
緒方理奈
『To Heart』から参戦
お下げのあかり
神岸あかりの裏キャラクター。
殺意の波動に目覚めた志保
長岡志保の裏キャラクター。
真のヒロイン姫川琴音
姫川琴音の裏キャラクター。
LF97葵
松原葵の裏キャラクター。
HM-12
HMX-12 マルチの裏キャラクター。
コモード芹香
厳密には二次創作同人『Go!To!Heart!!』から参戦。来栖川芹香の裏キャラクター。
『こみっくパーティー』から参戦
高瀬瑞希

### 『QOH99 SE』以降に登場
『Filsnown』から参戦
ティリア・フレイ
衣装は『初音のないしょ!』のミニゲーム『LEAF FIGHT'97』での私服姿。
『痕』から参戦
不良初音
柏木初音の裏キャラクター。

### 『QOH99 wSE』以降に登場
『To Heart』から参戦
ラピード綾香
厳密には二次創作同人『Go!To!Heart!!』から参戦。来栖川綾香の裏キャラクター。
坂下好恵
『ナイトライター』から参戦
コリン